# Lueji A'Nkonde
Lueji A'Nkonde (Reino Lunda, c. 1635 – Reino Lunda-Chócue, c. 1670), também chamada de Rueje-a-Condi, Luéji Lua Kôndi, Noeji-la-Condi ou Lweji Nkonde, foi uma monarca (Suana Murunda) do Império Lunda, que reinou no período mais próspero deste.

## Biografia
Filha do rei Condi-Iala-Macú-Matete (ou Kondi-Matete, Nkonde-Matete), nasceu possivelmente nas cercanias de 1635, sendo a terceira de quatro filhos deste monarca. Seus outros irmãos chamavam-se Quinguri-cha-Condi, Iala-cha-Condi e Calumbo-Doji. Pertencia à etnia chócue.
A linha sucessória do rei Condi-Matete previa que seu sucessor seria seu filho mais velho, Quinguri-cha-Condi. Porém, segundo a tradição oral que relata a história do Reino Lunda, este não tinha apreço pelas tradições ou mitos populares, o que irritava o pai  e os Tubungo, - a aristocracia do reino da Lunda, que via nesta característica uma ameaça à sua influência. Aliado a isto, certo dia Quinguri-cha-Condi e seu irmão Iala-cha-Condi beberam e entraram nos aposentos reais, onde bateram no próprio pai, fato que motivou o seu desapreço pelo seu primogênito.
Combalido e no leito de morte após a violência sofrida, o pai, que tinha mais apreço por sua filha, decidiu não seguir a tradição sucessória, nomeando a jovem Lueji como sua sucessora. Como símbolo de seu status, recebeu o lucano (bracelete real). Era muito jovem ao assumir o reino-império, com aproximadamente 15 anos, em 1650.
Lueji, a princípio, mostrava-se uma monarca muito insegura, preferindo deliberar somente após longas consultas aos seus conselheiros. Com o passar do tempo, passou a depender menos dos conselhos da corte, tomando posição mais altiva.
Suas decisões mostravam-se muito acertadas no sentido de aumentar a produção de alimentos no reino, bem como de investir na fundição de metais, aumentando o comércio com o Reino do Congo, com o Império Português, com o Império Belga e com o Império Francês. Porém não deixou de lado o trafico de escravos.
Certo dia um caçador da tribo Luba de nome Tchibinda Ilunga roubou o Tobe, uma carne seca preparada com ervas, que os trabalhadores do reino tinham armazenado. Ele foi encontrado no dia seguinte com a carne e com um produto real, o Tombe, um hidromel que somente poderia ser consumido pela corte.
Ao trazer-lhe perante a rainha Lueji, esta decidiu mantê-lo em cativeiro em vez de o matar, possivelmente por descobrir que era chefe do clã real do reino vizinho Luba. Secretamente ela o trouxe para morar junto consigo, decidindo fazer dele seu consorte. Com ele, ela teve um filho por nome Noeji.
Ao decidir apresenta-lo como seu esposo diante da corte, houve enorme divergência, pois pelas tradições de seu povo ela jamais poderia contrair matrimônio com um estrangeiro e condenado. As divergências foram tamanhas que, pela negativa em desfazer o casamento, seus irmãos e a aristocracia ameaçaram dividir o reino.
As ameaças acabaram por ser cumpridas e o seu império, no auge dividiu-se em três reinos: Lunda-Luba (século XVII), Lunda-Chócue (século XVII, da qual continuou soberana) e Lunda-Andembo (século XVIII).
Faleceu possivelmente em 1670, vendo os lundas mergulhados numa guerra civil. Seu marido Tchibinda Ilunga e seu filho Noeji lhe substituíram no comando do reino.